# Kardynałowie z nominacji Celestyna II
Papież Celestyn II (1143-1144) mianował dziewięciu nowych kardynałów.

## Nominacje18 grudnia1143
1. Rainier – kardynał prezbiter S. Stefano in Montecelio, zm. w grudniu 1144
2. Ariberto – kardynał prezbiter S. Anastasia, zm. 1156
3. Ugo Novariensis – kardynał diakon S. Lucia in Orthea, następnie kardynał prezbiter S. Lorenzo in Lucina (20 maja 1144), zm. 21 września 1150
4. Rudolf – kardynał diakon S. Lucia in Septisolio, zm. ok. 1167
5. Astaldo degli Astalli – kardynał diakon S. Eustachio, następnie kardynał prezbiter S. Prisca (3 marca 1151), zm. 1161
6. Giovanni Caccianemici CanReg – kardynał diakon S. Maria Nuova, zm. 1152
7. Giovanni Paparoni, subdiakon S.R.E., rektor Benewentu, bratanek Innocentego II – kardynał diakon S. Adriano, kardynał prezbiter S. Lorenzo in Damaso (3 marca 1151), zm. 1153
8. Manfred – kardynał prezbiter S. Sabina, zm. 1157
9. Gregorio de Jacinto – kardynał diakon S. Angelo, następnie kardynał diakon S. Angelo i biskup elekt Sabiny (kwiecień 1154), kardynał biskup Sabiny (maj 1154), zm. 1154

Zaliczany często do nominatów Celestyna II kardynał Guido de Summa, prezbiter S. Lorenzo in Damaso, został w rzeczywistości mianowany jeszcze przez Innocentego II jako kardynał diakon. Celestyn II jedynie promował go na kardynała prezbitera i nadał mu kościół tytularny.